# Isoscelipteron nicobaricum
Isoscelipteron nicobaricum is een insect uit de familie van de Berothidae, die tot de orde netvleugeligen (Neuroptera) behoort. 
Isoscelipteron nicobaricum is voor het eerst wetenschappelijk beschreven door Navás in 1912.